# Dries Buytaert
Dries Buytaert (Wilrijk, Bélgica, 19 de novembro de 1978) é um programador e fundador do projeto Drupal, um software livre.

### Entrevistas
- Entrevista com Dries Buytaert
- Entrevista em vídeo com Dries Buytaert por Noel Hidalgo em Antwerp, Belgium (26 de Julio de 2007)

### Convenções
- The State of Drupal - Dries' talk at FOSDEM 2007 in Brussels, Belgium (February 2007)
- Video of talk delivered by Dries Buytaert titled the State of Drupal from OSCMS conference on Yahoo campus in Sunnyvale, California (late March, 2007)